# Conrad Wallem
Conrad Wallem (Tønsberg, 2000. június 9. –) norvég korosztályos válogatott labdarúgó, az amerikai St. Louis City középpályása kölcsönben a cseh Slavia Praha csapatától.

## Pályafutása

### Klubcsapatokban
Wallem a norvégiai Tønsberg városában született. Az ifjúsági pályafutását a Husøy & Foynland és a Nøtterøy csapatában kezdte, majd a Tønsberg akadémiájánál folytatta.
2016-ban mutatkozott be a Tønsberg felnőtt keretében. 2018-ban az Arendalhoz igazolt. 2021. január 15-én szerződést kötött az első osztályban szereplő Odd együttesével. Először a 2021. május 19-ei, Stabæk ellen 2–2-es döntetlennel zárult mérkőzés 87. percében, Markus André Kaasa cseréjeként lépett pályára. Első gólját 2021. október 3-án, a Molde ellen hazai pályán 3–1-re elvesztett találkozón szerezte meg. 2023. július 5-én a cseh első osztályban érdekelt Slavia Prahához írt alá. A 2025-ös szezonban az amerikai St. Louis City-nél szerepelt kölcsönben.

### A válogatottban
Wallem két mérkőzés erejéig tagja volt a norvég U19-es válogatottnak.

## Sikerei, díjai
Slavia Praha
- Czech Liga
  - Ezüstérmes (1): 2023–24